# Шумер
Шуме́р (аккад. Šumerû) или Киэнги (шум. Ki-en-gi(-r)) — древняя область в Южной Месопотамии на территории современного Ирака. В XIX веке по имени этой области исследователи дали название шумерскому языку и говорившему на нём населению — шумерам. Иногда Шумером называют саму шумерскую цивилизацию и соответствующую ей территорию распространения шумерского языка (включая область Аккад). Шумер был ведущей областью Древней Месопотамии в эпоху раннего бронзового века: там располагались древнейшие города-государства: Ур, Урук, Лагаш, Ниппур, Ларса и другие.

## Название
Шумеры
Название «Шумер» — аккадского происхождения (аккад. Šumerû); шумерское название области — «Киэнги(р)».
Первое известное упоминание топонима «Киэнги» известно из источника раннединастического времени — надписи урукского царя Эн-Шакушаны (ок. 2450 года до н. э.), в которой последний именует себя «владыкой Киэнги, царём страны (то есть Шумера)». Этимология названия «Киэнги» не имеет общепризнанного толкования: если О. Вестенхольц возводит его к Ki-eme-gir15 (где шум. Ki — «место, земля», а шум. eme-gir15 — «шумерский язык»; получается: «земля шумерского языка»), то В. Х. Ф. Рёмер предлагает иное толкование: шум. Ki — «место», а шум. eĝi — «князь». Предполагается, что первоначально «Киэнги» было лишь именем поселения около древнего города Ниппура, в котором находился Экур — храм общешумерского верховного бога Энлиля; однако впоследствии это название распространилось на всю центральную и южную часть Южной Месопотамии (Двуречья).
Первое известное упоминание аккадского топонима «Шумер» относится к правлению Римуша, царя Аккада (XXIII век до н. э.). Этимология названия «Шумер» спорна. По мнению А. Фалькенштейна аккад. Šumerû воспроизводит шумерское шум. Ki-en-gi(-r) (Киэнги(р)), вернее диалектную форму этого названия. Возражая ему И. М. Дьяконов, указал на отсутствие убедительных свидетельств диалектного перехода k > š и предложил рассматривать написание Ki-en-gi как составную идеограмму KI.EN.GI с чтением Šumer.
В более поздние эпохи получил распространение титул «царь Шумера и Аккада» (аккад. šar Šumeri u Akkadî), использовавшийся вавилонскими царями; именно по нему и были идентифицированы область, язык и население.

## Территория
Область Шумер занимала южную и центральную часть Южной Месопотамии. К Шумеру относились города Южной Месопотамии, расположенные южнее города Ниппур (включая сам Ниппур). Города располагались вдоль русел Тигра и Евфрата, их рукавов или отдельных каналов. Важнейшими «реками» (каналами, рукавами), протекавшими через Шумер были:
- Итурунгаль — ответвление Евфрата, начинавшееся в районе Ниппура.
- И(д)-нина-гена — ответвление Итурунгаля, считавшееся также нижним течением Тигра.

К городам-государствам («номам») Шумера относят:
- Ниппур — на Евфрате, ниже отделения от него Итурунгаля;
- Шуруппак — на Евфрате, ниже Ниппура;
- Урук — на Евфрате, ниже Шуруппака;
- Ларса — на Евфрате, в месте его слияния с притоком Итурунгаль;
- Ур — в устье Евфрата;
- Адаб — на верхнем отрезке Итурунгаля;
- Умма — на Итурунгале, в месте отделения канала И-нина-гена;
- Ларак — на русле канала, между собственно Тигром и И-нина-геной;
- Лагаш — обширный ном на И-нина-гене и примыкавших к нему каналах; включал в себя ряд городов и поселений.

## Население
Шумерская принцесса
В 3-м тысячелетии до н. э. преобладающим населением области были шумеры (самоназвание: «черноголовые» (шум. sag-gig2, саг-ги́г, по сути — «люди»). Подавляющее большинство письменных источников раннединастического периода и эпохи III династии Ура написано на шумерском. По соседству с шумерами обитали семитоязычные аккадцы, имевшие такое же самоназвание (аккад. ṣalmat-qaqqadim, ца́льмат-ка́ккадим). Обе группы населения отчётливо не отличали друг друга; вместо этого преобладал принцип деления по общинам: «люди города Ура», «люди Киша» и т. д. С возникновением Аккадского царства в середине 3-го тысячелетия до н. э. шумерский в быту начал стремительно вытесняться аккадским. Со 2-го тысячелетия до н. э. единое аккадоязычное население Южной Месопотамии — потомки шумеров и аккадцев — принято называть вавилонянами, а титул «царь Шумера и Аккада» заимствуется вавилонскими царями.
Предполагается, что в конце 4-го тысячелетия до н. э. население юга аллювиальной долины составляло 100 000—250 000 человек, а всего в Южной Месопотамии жило до 500 000.

## Шумерская цивилизация
Шумерская религия
Шумер — одна из древнейших известных цивилизаций. Ведущий американский исследователь С. Н. Крамер называл шумеров «первой цивилизацией на Земле» и полагал, что «История начинается в Шумере».
Шумерам приписывается множество изобретений, таких как колесо, письменность, ирригационная система, сельскохозяйственные орудия, гончарный круг и даже пивоварение, хотя доподлинно не известно, были ли эти напитки схожи по структуре с более поздними хмельными настойками. На шумерском языке созданы древнейшие достоверно читаемые надписи из Месопотамии; на нём написаны почти все источники раннединастического и, вероятно, протописьменного периода. Как следствие, саму месопотамскую цивилизацию на ранних этапах часто именуют шумерской, подразумевая под названием «Шумер» не только одноимённую область, но и весь юг страны в целом (зону распространения живого языка); при этом шумерский использовался и за пределами указанного региона: он был языком деловых документов в государствах Мари и Эбла. Это традиционное распространение термина «Шумер» за пределы одноимённой области подвергалось критике ещё И. Гельбом, который предложил рассматривать культуру упомянутых северных территорий в качестве особой традиции или цивилизации, сложившейся не на шумерской, а на протоаккадской основе.

## Политическая история
Предполагается, что изначально под «Шумером» (в форме «Киэнги») подразумевалась лишь область в районе города Ниппур. Возможно так называлось поселение около древнего города Ниппура, в котором находился Экур — храм общешумерского верховного бога Энлиля. Существует гипотеза о существовании шумерского культового союза, центр которого располагался в Ниппуре. Впоследствии название «Шумер» распространилось на всю центральную и южную часть Южной Месопотамии (Двуречья).

### Протописьменный период
К концу протописьменного периода сформировались территориальные общины или («номы») Южной Месопотамии, в последующее время известные как города-государства. К началу раннединастического периода предполагается существование таких государств области Шумер как: Ур (включая город Эреду), Урук, Лагаш (включая города: Лагаш, Нгирсу, Нина/Сираран и гавань Гуаба), Ларса (включая города Куталлу и Бад-тибира), Ниппур, Умма, Шуруппак, вероятно — Кеш), государство с центром в городище Абу-Салабих (вероятно — исторический Эреш.

### Раннединастический период

#### Первый этап раннединастического периода (РД I, XXVIII—XXVII века до н. э.)
Этап РД I — время первых достоверно известных правителей и первых историчных династий Месопотамии. Письменные источники крайне скудны и малопонятны (преимущественно логограммы архаичной клинописи), данные политической истории — полулегендарны. В литературной традиции с этим временем соотносится доминирование в Шумере и Аккаде государства Киш (общинный бог — Забаба), куда «царственность» был ниспослана после мифического Потопа. В урукской письменной традиции на время РД I может приходиться правление древнейших представителей местной I династии, в том числе полулегендарных Энмерка́ра и Лугальба́нды. Сказания о них описывают отношения с далёкой страной Араттой, откуда в Шумер поставлялся камень лазурит. Археологический материал свидетельствует о подъёме в РД I города Ур (так называемый «период архаического Ура»); с этапом РД I также связывается основание городской общины Мари в Северной Месопотамии. В конце РД I правитель Урука Гильгамеш поразил кишского царя А́ггу; доминирование Киша в Шумере закончилось, «царственность» перешла к Уруку.

#### Второй этап раннединастического периода (РД II, XXVII—XXVI века до н. э.)
Этап РД II традиционно связывается с доминированием («царственностью») в Шумере государства Урук (общинные боги — Ан, Инанна и Уту), где правил полулегендарный Гильгаме́ш (шум. Би́льгамес) и его потомки (I династия Урука). Письменные источники РД II плохо читаются; надёжных данных о политической истории нет. С этапом РД II связывается возведение «стены Гильгамеша» в Уруке и основание новых городов, в числе которых: Дильбат, Куара (Кисига), Кисурра и Марад. Согласно стандартной формуле «Царского списка», Урук был повержен оружием и «царственность» перешла в Ур.

#### Третий этап раннединастического периода (РД III, XXVI—XXIV века до н. э.)
Царь-священник Урука кормит священное стадо
Этап РД III характеризуется ожесточённой борьбой государств за гегемонию над Шумером и Аккадом. Из-за нестабильной политической ситуации последовательность событий часто неясна. Основные корпусы источников обуславливает выделение двух частей этапа — РД IIIa/период Фара (тексты архива из Шуруппака, совр. Телль-Фара) и РД IIIb (тексты досаргоновского Лагаша). С третьим этапом РД связывается возникновение городов-государств Казаллу и Вавилон.
В период РД IIIa (период Фара́) доминирующей силой в Шумере была I династия Ура, о чём свидетельствуют гробницы Царского некрополя («великие шахты смерти») с коллективными захоронениями «свиты» и богатыми дарами. Наивысшего могущества династия достигла в правление лугаля Месанепа́ды (ок. 2563—2524 годов до н. э.), который дополнил свою гегемонию в Шумере титулом «лугаль Киша» (означал гегемонию в Аккаде). В XXV веке до н. э. I династия Ура потерпела поражение от лагашского энси Эанатума и утратила доминирующую роль в Южной Месопотамии.
В начале периода РД IIIb периода доминирующей силой в Шумере и Аккаде был Лагаш; впоследствии политическая нестабильность нарастала. Возвышение Лагаша связано с воцарением I династии Лагаша (основатель — Ур-Нанше), которая добилась независимости и развернула активную внешнюю политику. Злейшим врагом государства была Умма, с которой велись регулярные войны из-за плодородной равнины Гуэден; жестокое поражение Умме нанёс энси Эанату́м (ок. 2450—2425 годов до н. э.), увековечивший эту победу на «Стеле коршунов». При Эанатуме Лагаш достиг пика могущества: поразив I династию Ура, он захватил важнейшие города Шумера (упомянуты Ур, Урук, Ларса и др.) и главный центр Аккада — Киш. Однако это объединение было эфемерным: несмотря на последующее признание преемников Эанатума в Ниппуре, многие указанные города обрели независимость или попали под власть других государств. В условиях политического хаоса гегемония в Шумере доставалась удачливым полководцам, зачастую из далёких или малозначимых государств: в Ниппуре получил признание некий Хатаниш из династии Хамази; современником Эанатума мог быть полулегендарный Лугальанемунду́ (правитель Адаба), якобы покоривший земли от Шумера до Средиземного моря. В Аккаде продолжали бороться за гегемонию Киш и Акшак, периодически признававшие верховенство владык Шумера и Лагаша. В коренной части Шумера у власти закрепилась II династия Урука, основатель которой Эншакуша́на отторг у Лагаша Ур и некоторые другие города Шумера, разгромил Киш и ряд других северных городов, включая Аккаде (упомянут впервые). Эншакушана ввёл систему датировочных формул, а для обозначения своей гегемонии в Шумере он впервые стал использовать титул «лугаль Киэнги» (то есть «Шумера» — первое упоминание этого названия). В рассматриваемый период Ур и Урук могли быть объединены в одно государство: местные правители носили один и тот же набор титулов (включая «эн Урука» и «лугаль Ура»), а II династия Урука и II династия Ура могли быть тождественны. Преемник Эншакушаны Лугалькингенешду́ду распространил гегемонию на Аккад (получил титул «лугаль Киша») и заключил союз с лагашским энси Энтеме́ной (условно 2360—2340 годы до н. э.). В самом Лагаше обострение социальных противоречий привело к смещению энси Лугальа́нды и избранию Уруинимги́ны (или Урукагины, около 2319—2311 годов до н. э.), который провёл ряд реформ с целью «восстановления справедливости» (Законы Уруинмгины). К этому времени ведущая роль в регионе перешла к крупному объединению городов-государств во главе c Лугальзагеси.
Около 2336 года до н. э. власть в государстве Умма (общинный бог — Шара) получил «волхв» Лугальзаге́си (ок. 2336—2311 годов до н. э.); при неясных обстоятельствах он также был признан в Уруке, став там представителем новой династии. Предполагается, что Лугальзагеси возглавлял некую конфедерацию городов-государств, в которых энси признавали Лугальзагеси верховным правителем. Это объединение охватило земли Шумера и, нанеся поражение кишскому царю Ур-Забабе, включило Аккад. Лугальзагеси также вёл войну с Лагашем, где продолжал править Уруинимгина; война привела к разорению Лагаша, утрате части его территории и переносу столицы на юг — в город Эни́нмар.

### Период ранних деспотий

#### Аккадский период
В XXIV веке до н. э. в Аккаде между тем вспыхнуло восстание низов, во главе которого встал некий чашеносец кишского царя Ур-Забабы, принявший претенциозное имя Саргон («истинный царь»). Он закрепился в городке Аккаде́ и, опираясь на поддержку широких масс, смог подчинить Киш, а затем в череде битв разбить Лугальзагеси и его союзников. Уничтожив остатки государства Лагаш, Саргон Древний впервые в истории объединил Шумер и Аккад в рамках одного государства — Аккадской державы.

### Последующая история
В дальнейшем упоминание области Шумер в официальных титулах царей (как правило в составе: «царь Шумера и Аккада») означало претензии последних на контроль над крайней южной частью Древней Месопотамии

## Правители, именовавшие себя царями Шумера
- Эн-Шакушана — правитель Уро-Урукского государства из II династии Урука (XXIV век до н. э.); первый известный «лугаль Киэнги и Киури»
- Римуш — царь Аккада (XXIII век до н. э.); первое упоминание топонима «Шумер»; первый «царь Шумера»
- Ур-Намму — царь III династии Ура (XXII век до н. э.); впервые использовал объединённый титул «царь Шумера и Аккада»
- Хаммурапи — царь Вавилона (XVIII век до н. э.), «царь Шумера и Аккада»
- Тукульти-Нинурта I — царь Ассирии (XIII век до н. э.), «царь Шумера и Аккада»
- Шамши-Адад V — царь Ассирии (IX век до н. э.), «царь Шумера и Аккада»
- Тиглатпаласар III — царь Ассирии (VIII век до н. э.), «царь Шумера и Аккада»
- Саргон II — царь Ассирии (VIII век до н. э.), «царь Шумера и Аккада»
- Асархаддон — царь Ассирии (VII век до н. э.), «царь Шумера и Аккада»
- Набопаласар — царь Вавилона (VII век до н. э.), «царь Шумера и Аккада»
- Навуходоносор II — царь Вавилона (VI век до н. э.), «царь Шумера и Аккада»
- Набонид — царь Вавилона (VI век до н. э.), «царь Шумера и Аккада»
- Кир II Великий — царь Персии (VI век до н. э.), «царь Шумера и Аккада»

## Галерея
- Портрет шумерского пленника на стеле победы Саргона Аккадского, ок. 2300 года до н. э.[13] Причёска заключённых (вьющиеся волосы сверху и короткие волосы по бокам) характерна для шумеров, что также видно на Штандарте Ура[14], Лувр
- Золотой шлем Мескаламдуга, возможного основателя Первой династии Ура, XXVI век до н. э.
- Фрагмент Стелы коршунов Эанатума
- Шумерские узники на победной стеле аккадского царя Саргона, ок. 2300 года до н. э.[13][14], Лувр
- Гудеа Лагаша, шумерский правитель, который был известен своими многочисленными портретными скульптурами, которые были восстановлены
- Портрет Ур-Нингирсу, сын Гудеи, ок. 2100 года до н. э., Лувр
- Первые фермеры из Самарры мигрировали в Шумер и построили святыни и поселения в Эриду
- Стандартная реконструкция развития письменности, показывающая шумерскую клинопись у истоков многих письменных систем[15][16]
- Ранняя запись выделения пива на табличке; 3100—3000 годы до н. э.; высота: 9,4 см; ширина: 6,87 см; из Ирака; Британский музей (Лондон)
- Клинописная табличка об административном учете с записями, касающимися солода и ячменной крупы; 3100—2900 годы до н. э.; глина; 6,8 х 4,5 х 1,6 см; Метрополитен-музей (Нью-Йорк)
- Вексель поля и дома, из Шуруппака; ок. 2600 года до н. э.; высота: 8,5 см, ширина: 8,5 см, глубина: 2 см; Лувр
- Стела коршунов; ок. 2450 года до н. э.; известняк; найден в 1881 году Эдуардом де Саржецем в Гирсу (теперь Телл Теллох, Ирак); Лувр
- Аккадская цилиндрическая печать где-то около 2300 года до н. э. или около того, изображающая божества Инанна, Уту, Энки и Исимуд
- Из царских гробниц Ура, сделанных из афганского лазурита и оболочки, показывает мирное время
- Отчёт о рационах ячменя, который ежемесячно выдаётся взрослым и детям, написан клинописью на глиняной табличке в 4 году правления царя Урукагина, ок. 2350 года до н. э.
- Цилиндрическая печать и оттиск, в котором предстает ритуальная сцена перед фасадом храма; 3500—3100 годы до н. э.; битумный известняк; высота: 4,5 см; Метрополитен-музей (Нью-Йорк)
- Баран в зарослях; 2600—2400 годы до н. э.; золото, медь, ракушка, афганский лазурит и известняк; высота: 45,7 см; из Королевского кладбища в Уре (мухафаза Ди-Кар, Ирак); Британский музей (Лондон)
- Штандарт войны и мира; 2600—2400 годы до н. э.; раковина, красный известняк и афганский лазурит на дереве; длина: 49,5 см; с королевского кладбища в Уре; Британский музей
- Украшение головы быка из лиры; 2600—2350 годы до н. э.; бронза инкрустированная оболочкой и афганского лазурита; высота: 13,3 см, ширина: 10,5 см; Музей Метрополитен
- Зиккурат в Уре (мухафаза Ди-Кар, Ирак), построенный во время Третьей династии Ура (шумерский ренессанс), посвящённый богу луны Нанне
- Билль о продаже раба-мужчины и здания в Шуруппаке, шумерская табличка, ок. 2600 года до н. э.
- Торговые пути между Месопотамией и Индом были бы значительно короче из-за более низкого уровня моря в 3-м тысячелетии до нашей эры[17]
- Ранние колесницы на Штандарте Ура, ок. 2600 года до н. э.
- Боевые порядки фаланги во главе с шумерским царем Эанатумом, на фрагменте Стелы коршунов
- Серебряная модель лодки, гробница PG 789, Королевское кладбище Ура[англ.], 2600—2500 годы до н. э.

## Комментарии
1. ↑  Северную часть Южной Месопотамии занимала другая область — Аккад (Канева, 2006, с. 8).
2. ↑  До начала раскопок преобладало мнение Т. Якобсена, ассоциировавшего Абу-Салабих с городом Кеш.
3. ↑  Архив из Шуруппака, упоминаемый в фундаментальной отечественной работе «История Древнего Востока» под редакцией И. М. Дьяконова, сейчас датируется последующим этапом РД IIIa.